# Антосик, Игорь Олегович
Игорь Олегович Антосик (24 марта 1987, Москва — 24 июля 2008, Подольск, Московская область, СССР) — российский хоккеист, нападающий.

## Биография
Играл в школе ЦСКА, воспитанник московского «Динамо». В сезоне 2003/04 дебютировал в первой лиге за «Динамо-2». В сезонах 2005/06 — 2007/08 играл за команду высшей лиги «Капитан» Ступино. В ноябре 2007 года провёл четыре матча за «Динамо» в Суперлиге. Во второй половине сезона 2007/08 играл за «Химик-2» Мытищи, проведя два матча в декабре за «Химик» в Суперлиге.
Участник чемпионата мира среди юниоров 2005.
Перед сезоном 2008/09 собирался перейти в новосозданную команду высшей лиги «Рысь» Подольск. 22 июля во время тренировки потерял сознание. Через два дня скончался из-за отказа почек в возрасте 21 года.